# De Havilland Swallow Moth
El De Havilland DH.81 Swallow Moth estaba destinado al mercado de aviones deportivos de bajo coste durante la Gran Depresión. Era un monoplano de ala baja, monomotor y biplaza; sólo se construyó una unidad.

## Diseño y desarrollo
El DH. 81 Swallow Moth era un monoplano en voladizo de ala baja. Esta disposición y su fuselaje recubierto de contrachapado y su capota ajustada sobre el motor en línea Gipsy IV de 60 kW (80 hp) le confería un aspecto aerodinámico muy limpio. Las alas llevaban alerones compensados por superficie en las puntas de las alas y el empenaje tenía la forma característica de De Havilland, con un timón compensado. Había asientos en tándem separados para dos tripulantes, inicialmente abiertos, pero luego cerrados con una cubierta de cabina de una sola pieza con bisagras. Con este cerramiento el avión pasó a llamarse DH.81A y la velocidad máxima aumentó en 19 km/h. El tren de aterrizaje principal era simple, las patas llegaban hasta la mitad del fuselaje por delante del borde de ataque del ala, con soportes de arriostramiento por delante y por detrás de la quilla; el posterior Leopard Moth utilizó una disposición similar. Un pequeño patín de cola completaba el tren de aterrizaje.
El Swallow Moth fue volado por primera vez en el aeródromo de Stag Lane por Geoffrey de Havilland el 21 de agosto de 1931. Se realizaron algunas modificaciones en el empenaje y las pruebas de vuelo continuaron hasta febrero de 1932. Durante este tiempo se le asignó la marca de clase B E-7, pero el Swallow Moth nunca llegó al registro civil. Su diseño influyó en los aviones de De Havilland posteriores, particularmente en el Moth Minor de 1938.

## Variantes
DH.81
Configuración original con cabina abierta de dos asientos.
DH.81A
Prototipo modificado con cabina cerrada y volado a partir de noviembre de 1932.

## Especificaciones
Referencia datos: de Havilland Aircraft since 1909.

### Características generales
- Tripulación: Uno (piloto)
- Capacidad: Un pasajero
- Longitud: 7,2 m (23,5 ft)
- Envergadura: 10,8 m (35,5 ft)
- Altura: 2,6 m (8,4 ft)
- Superficie alar: 13,9 m² (149,1 ft²)
- Peso cargado: 603 kg (1329 lb)
- Planta motriz: 1× motor lineal invertido de 4 cilindros refrigerado por aire De Havilland Gipsy IV.
  - Potencia: 60 kW (83 HP; 82 CV)
- Hélices: Bipala de paso fijo de madera

### Rendimiento
- Velocidad máxima operativa (Vno): 188 km/h (117 MPH; 102 kt)

## Aeronaves relacionadas

### Secuencias de designación
- Secuencia DH._ (interna de De Havilland): ← DH.78 - DH.79 - DH.80 - DH.81 - DH.82 - DH.83 - DH.84 →